# Örökbefogadás
Örökbefogadás é um filme de drama húngaro de 1975 dirigido e escrito por Márta Mészáros. Foi selecionado como representante da Hungria à edição do Oscar 1976, organizada pela Academia de Artes e Ciências Cinematográficas.

## Elenco
- Katalin Berek – Csentesné
- Gyöngyvér Vigh – Bálint Anna
- Péter Fried – Sanyi
- László Szabó – Jóska
- István Szőke
- Flóra Kádár – Erzsi
- Janos Boross – Anna apja
- Erzsi Varga – Anna anyja
- István Kaszás – Intézetigazgató
- Anikó Kiss
- Zsófi Mészáros
- Judit Felvidéki
- Irén Rácz
- Erika Jozsi
- András Szigeti